# Józef Ignacy Kraszewski
Józef Ignacy Kraszewski herbu Jastrzębiec (ur. 28 lipca 1812 w Warszawie, zm. 19 marca 1887 w Genewie) – polski pisarz, publicysta, wydawca, historyk, encyklopedysta, działacz społeczny i polityczny, współzałożyciel Macierzy Polskiej, autor z największą liczbą wydanych książek i wierszy w historii literatury polskiej (pod tym względem siódmy na świecie) oraz malarz. Pseudonimy literackie: Bogdan Bolesławita, Kaniowa, Dr Omega, Kleofas Fakund Pasternak, JIK, B.B. i inne.

## Życiorys
Kraszewski urodził się w Warszawie w ziemiańskiej rodzinie Jana i Zofii z Malskich. Rodzice mieszkali na Grodzieńszczyźnie w swoim majątku Dołhe koło Prużany. Rodzina pieczętowała się herbem Jastrzębiec, którego praprzodkom rodów herbowych poświęcił później powieść Boleszczyce. Matka szukała w Warszawie schronienia w obawie przed wojną francusko-rosyjską. Oboje rodzice pojawiali się w późniejszej twórczości Kraszewskiego jako wzorce postaci powieściowych. Ojciec, Jan Kraszewski (1788–1864), chorąży powiatu prużańskiego, został przedstawiony w roli seniora rodziny w Powieści bez tytułu (1855). Zofię Kraszewską (1791–1859) syn sportretował m.in. w Pamiętnikach nieznajomego (1846). Józef Ignacy był najstarszy z pięciorga rodzeństwa; najmłodszy brat Kajetan (1827–1896) także zajął się literaturą, był autorem opowiadań i powieści.

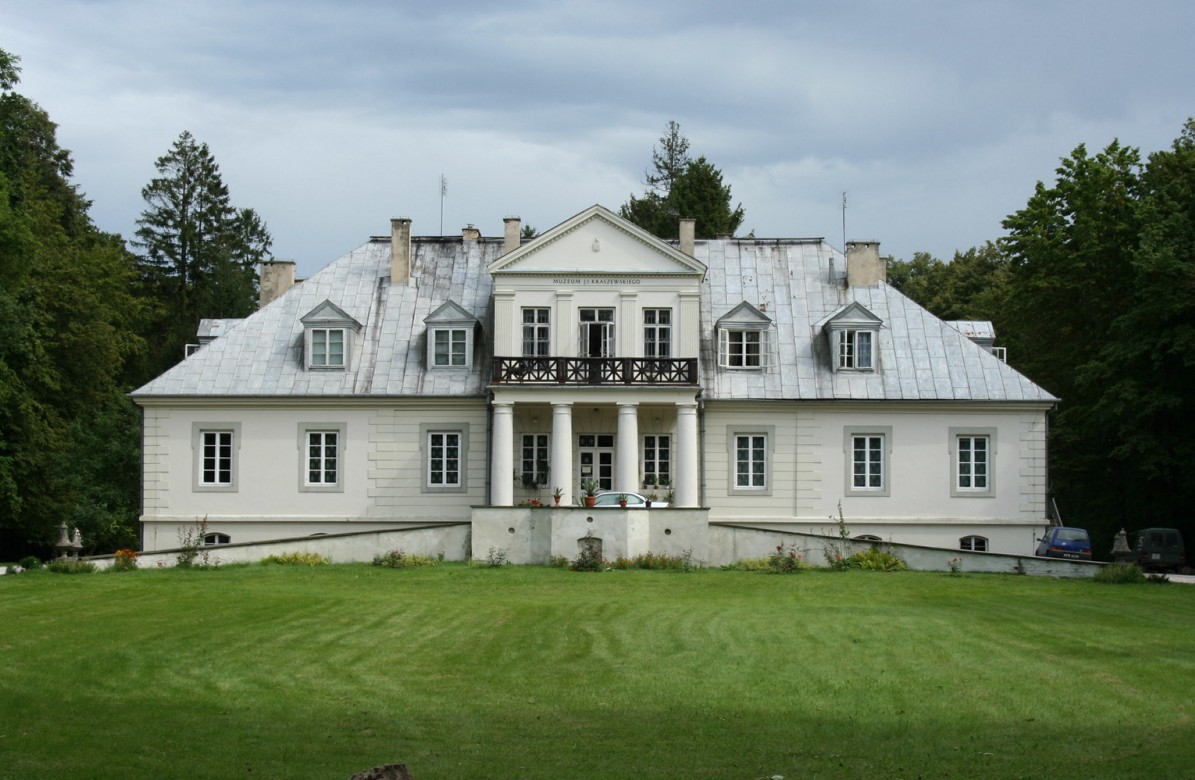
Dwór Kraszewskiego w Romanowie, współcześnie siedziba Muzeum Józefa Ignacego Kraszewskiego w Romanowie

Kraszewski wychowywał się w Romanowie w powiecie włodawskim (obecnie powiat bialski), pod opieką dziadków Anny Zofii i Błażeja Malskich oraz prababki Konstancji Nowomiejskiej. Wyniósł stamtąd pierwsze zainteresowania kulturą i literaturą. W latach 1822–1826 kształcił się w szkole wydziałowej w Białej Podlaskiej, zwanej wówczas Akademią Bialską, od 1826–1827 w szkole wojewódzkiej w Lublinie, natomiast od 1827 do 1829 roku w gimnazjum w Świsłoczy, gdzie zdał egzamin dojrzałości.

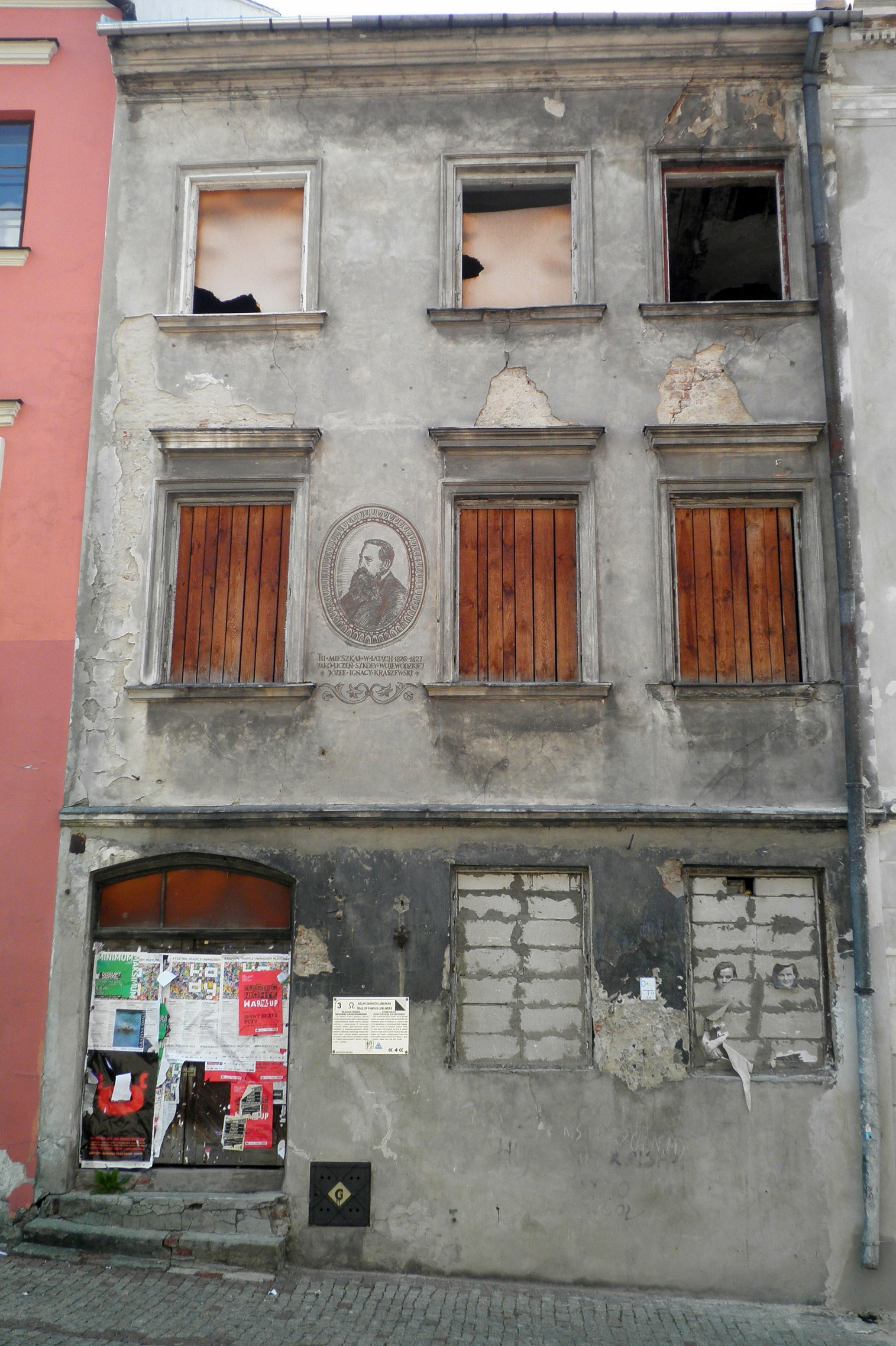
Kamienica przy ulicy Grodzkiej w Lublinie, gdzie mieszkał Kraszewski

We wrześniu 1829 podjął studia na Wydziale Lekarskim Cesarskiego Uniwersytetu Wileńskiego, wkrótce przeniósł się na literaturę. Pod pseudonimem Kleofasa Fakunda Pasternaka ogłaszał pierwsze utwory literackie (opowiadania Biografia sokalskiego organisty, Kotlety. Powieść prawdziwa i Wieczór, czyli przypadki peruki) drukowane m.in. w petersburskim „Bałamucie” (1830) i w wileńskim „Noworoczniku Litewskim”, a w roku następnym ukazała się jego debiutancka powieść, Pan Walery (1831). Brał aktywny udział w życiu studenckim, także w gronie spiskowców. 3 grudnia 1830 wraz z grupą młodzieży został aresztowany. Pobyt w więzieniu (potem w szpitalu więziennym) trwał do marca 1832; Kraszewski otrzymał nakaz osiedlenia się w Wilnie z dozorem policyjnym, ale tylko do końca 1832 r. Od grożącej mu branki do wojska na Kaukaz uratowało go wstawiennictwo ciotki (przełożonej wileńskich wizytek) u generał-gubernatora. W późniejszych latach Kraszewski twierdził, że w początkowej fazie procesu był nawet skazany na śmierć. Wyniósł z tego okresu określony stosunek do zbrojnej walki powstańczej – odnosił się do niej ze zrozumieniem, ale i niechęcią, brakiem wiary w powodzenie.
Niedługo potem osiadł w rodzinnej wsi Dołhe, gdzie u boku ojca nabierał doświadczenia w pracy gospodarskiej. Wkrótce zawarł związek małżeński (10 czerwca 1838) z Zofią Woroniczówną, bratanicą prymasa Jana Pawła Woronicza. W 1838 wraz z żoną osiedlił się na Wołyniu. Początkowo był dzierżawcą wsi Omelno koło Łucka, gdzie założył wspaniały park-ogród (istnieje on do dnia dzisiejszego, jednak w stanie katastrofalnym). W 1840 roku zakupił wieś Gródek koło Łucka. Tam, obok codziennych zajęć gospodarskich, musiał zmierzyć się z procesem o zatajone zadłużenie ciążące na wiosce. Odbył w tym okresie kilka podróży, m.in. do Kijowa i Odessy, które zaowocowały Wspomnieniami Odessy, Jedyssanu i Budżaku (1845–1846). W 1846 gościł w Warszawie, rok później na leczeniu w Druskienikach. W 1848 Kraszewski sprzedał Gródek i przeniósł się do kolejnego nabytku – wsi Hubin (położonej również w powiecie łuckim). Stąd, zrażony niepowodzeniami gospodarskimi, a zarazem przymuszony koniecznością kształcenia czwórki dzieci (Konstancja, ur. 1839; Jan, ur. 1841; Franciszek, ur. 1843; Augusta, ur. 1849), przeniósł się w 1853 do Żytomierza, gdzie mieszkał do 1860, pracując jako kurator szkolny.

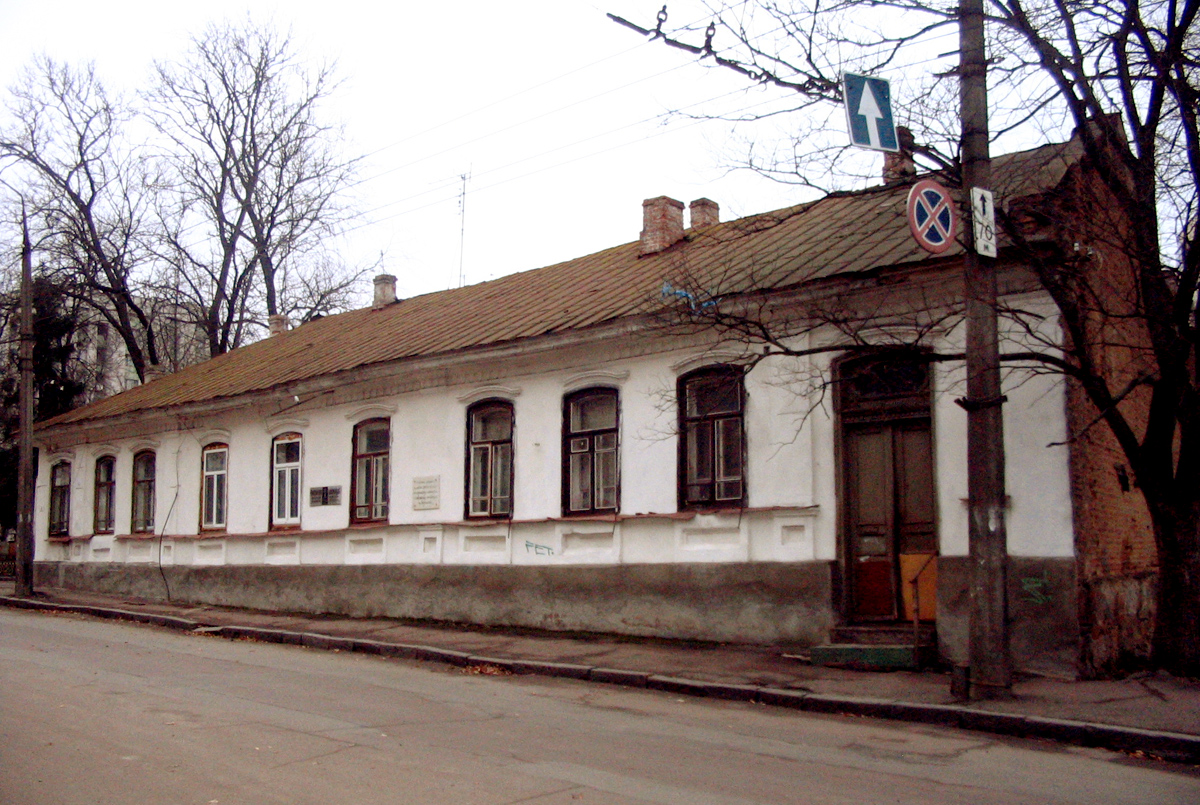
Dom Kraszewskiego w Żytomierzu

W Żytomierzu, będącym w tym okresie 40-tysięcznym miastem, ośrodkiem życia społecznego i towarzyskiego polskiej szlachty oraz siedzibą carskich władz gubernialnych, Kraszewski pełnił szereg funkcji i godności. Był m.in. kuratorem szkół polskich (o ograniczonych kompetencjach), dyrektorem Teatru Żytomierskiego (od 1856), dyrektorem Klubu Szlacheckiego, prezesem Towarzystwa Dobroczynności. Cieszył się jednocześnie rosnącą sławą jako pisarz. Mimo pełnionych godności szlacheckich Kraszewski dostrzegał problemy społeczne i występował przeciwko systemowi pańszczyźnianemu. Wkrótce, po odbyciu w 1858 półrocznej podróży po Europie, nabrał także sympatii do idei demokratycznych i gospodarczych zachodniej Europy.
W latach 1841–1851 redagował wileńskie „Athenaeum”, od roku 1837 był współpracownikiem „Tygodnika Petersburskiego”, od roku 1851 „Gazety Warszawskiej”. W tym okresie parokrotnie odwiedził Odessę i Warszawę. W latach 1854–1860 przebywał często w majątku Kisiele, położonym niedaleko Żytomierza, który odziedziczyła jego żona. W tym majątku napisał m.in. memoriał popierający projekt nadania ziemi chłopom, przedstawiony na zjeździe gubernialnym szlachty w Żytomierzu na początku 1858.

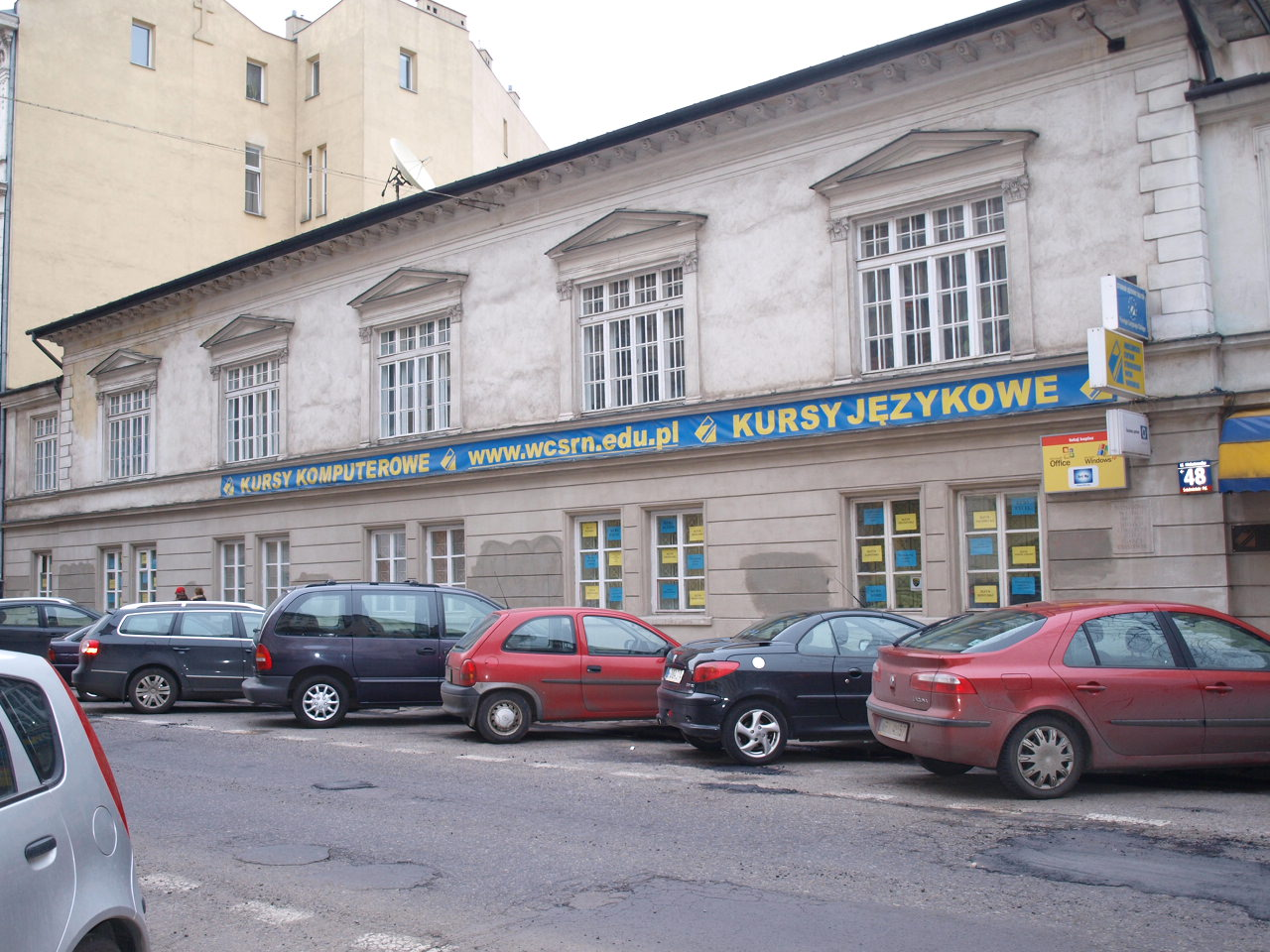
Dom Kraszewskiego przy ulicy Mokotowskiej w Warszawie

Po powrocie z podróży pisarz poróżnił się ostatecznie ze środowiskiem szlachty wołyńskiej i podjął decyzję o przeniesieniu się do Warszawy (1851), gdzie przez trzy lata mieszkał przy ulicy Mokotowskiej 48. Został redaktorem „Gazety Codziennej” Leopolda Kronenberga (1859), podnosząc znaczenie pisma (co wyraziło się m.in. kilkunastokrotnym wzrostem liczby prenumeratorów). Propagował kapitalistyczne formy gospodarki rolniczej, inwestycje, uprzemysłowienie, rozwój kolei, tworzenie zrzeszeń handlowo-finansowych. Odbywał dalsze podróże zagraniczne, był w Belgii i Francji (dwukrotnie), Włoszech, Rosji (1858). Angażował się w działalność polityczną emigracji i analizował możliwość wybuchu powstania (opublikował w Paryżu broszurę Sprawa polska w r. 1861). Zgodnie z nabytymi przed trzydziestu laty poglądami nie był zwolennikiem powstania, starając się publikacjami w „Gazecie Polskiej” (1861 nastąpiła zmiana nazwy z „Gazeta Codzienna”) tonować atmosferę przedpowstaniową. Został członkiem Delegacji Miejskiej.
Jednak jako zdecydowany krytyk polityki margrabiego Wielopolskiego, a także mając opinię „człowieka Kronenberga” (lidera stronnictwa Białych), pod koniec stycznia 1863 został zmuszony do opuszczenia Warszawy, udając się do Drezna, gdzie mieszkał ponad 20 lat.

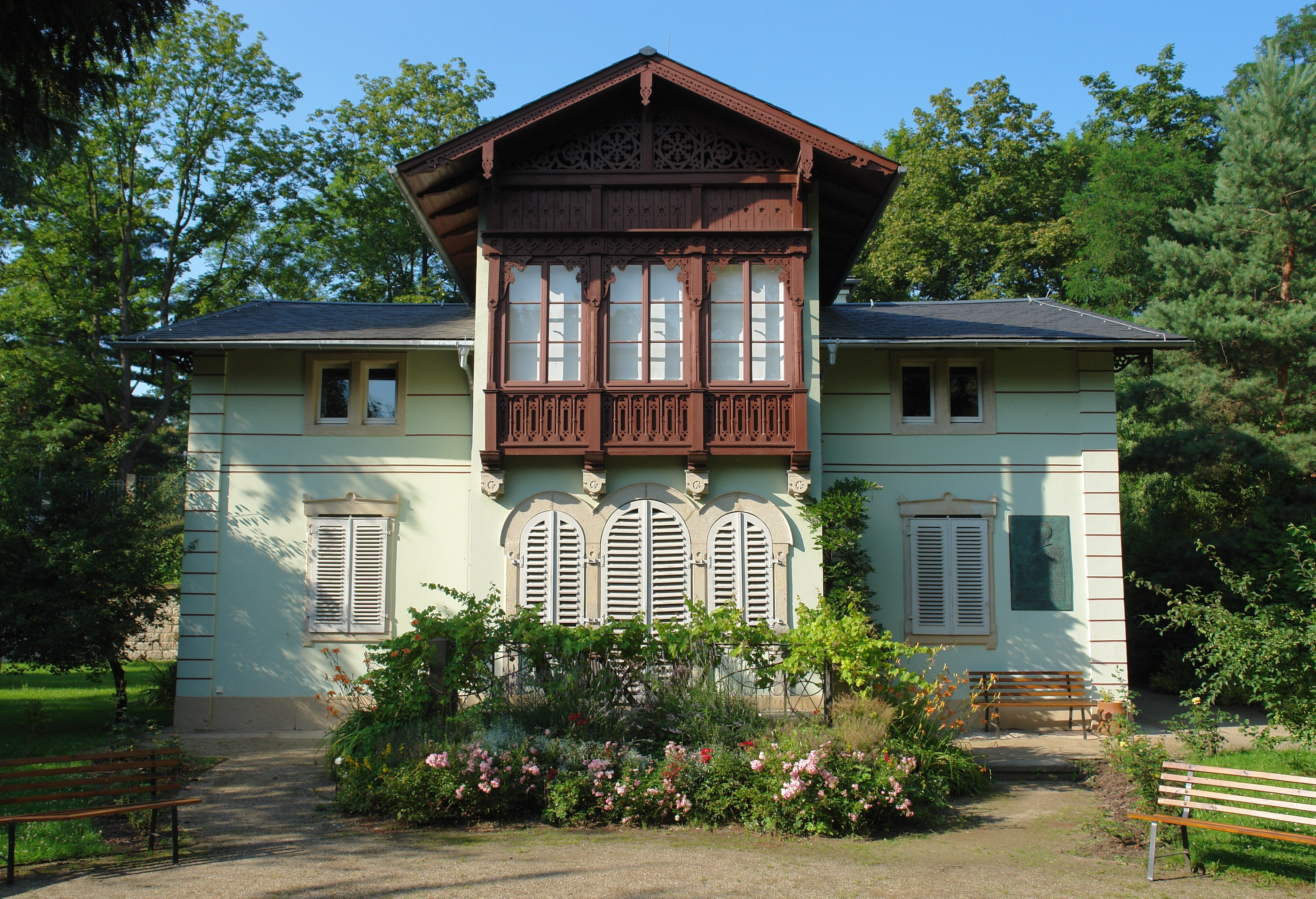
Dom Kraszewskiego w Dreźnie, współcześnie siedziba Muzeum Kraszewskiego w Dreźnie

W Dreźnie, od czasów rozbiorowych jednym z głównych ośrodków polskiej emigracji, Kraszewski zajął się pomocą dla szukających schronienia za granicą powstańców styczniowych. Był kierownikiem powstańczej placówki dyplomatycznej w Dreźnie. W pracy literackiej skupił się na publicystyce politycznej, pod pseudonimem „Bogdan Bolesławita” ogłosił szereg powieści o tematyce powstańczej. Utwory te zamknęły mu drogę powrotną do Warszawy po upadku powstania, odbywał natomiast kolejne podróże po Europie, w pierwszych latach emigracji szukając wsparcia dla sprawy powstańczej, potem także dla kuracji i wypoczynku – obok klęsk narodowych Kraszewski przeżywał niepowodzenia prywatne, problemy finansowe, długi zięcia i syna Jana, deportację brata Lucjana do Rosji, zesłanie zięcia i wyjazd wraz z nim córki Konstancji z dziećmi.
Jako doświadczony dziennikarz podjął w 1865 pracę redaktora tworzonego we Lwowie pisma „Hasło”. Spotkał się z dużym zawodem – nie otrzymał zezwolenia na pobyt we Lwowie i został zmuszony do współpracy na odległość, nie mógł też forsować swoich poglądów; dla właścicieli pisma, lwowskich ziemian, „Hasło” miało być raczej forum poglądów konserwatywnych, a nazwisko Kraszewskiego magnesem dla czytelników. Ostatecznie nic z tych planów nie wyszło, „Hasło” upadło po pół roku.

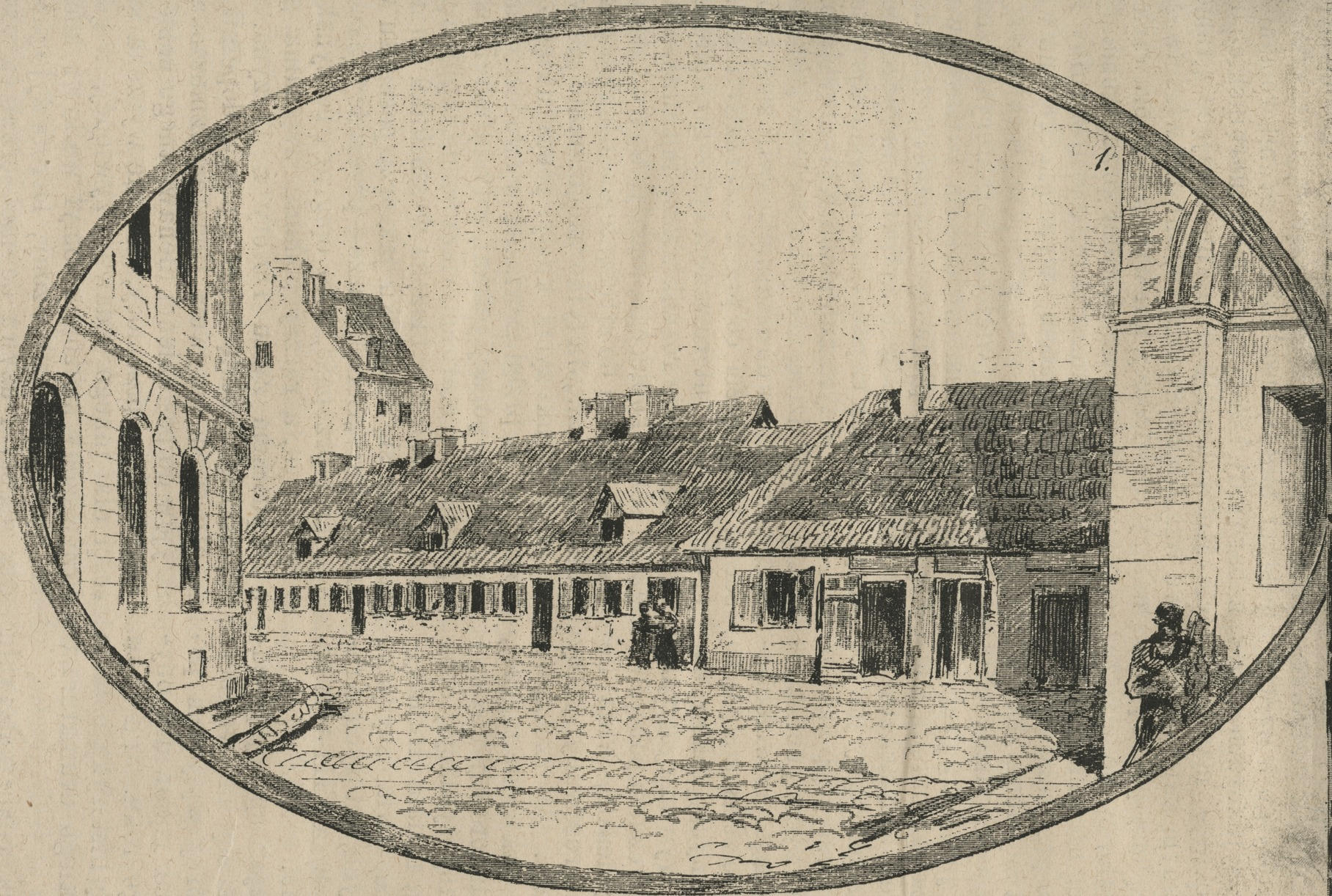
Dom przy ulicy Aleksandria (dziś Kopernika) w Warszawie, w którym urodził się Kraszewski

Mimo niepowodzenia we Lwowie pisarz nadal planował osiedlenie się w Galicji. W 1866 został obywatelem Krakowa, a wkrótce Austrii. Plany pozostania na stałe zostały podważone obserwacjami poczynionymi w Galicji, które unaoczniły Kraszewskiemu siłę konserwatyzmu. Wyrazem tego stała się porażka Kraszewskiego w staraniach o katedrę literatury polskiej na Uniwersytecie Jagiellońskim, które pisarz przegrał z faworytem konserwatystów Stanisławem Tarnowskim, mimo iż konkurent nie spełniał wymogów formalnych. Po kolejnym niepowodzeniu – fiasku planów kupna krakowskiego „Czasu” (który niebawem stał się czołowym pismem konserwatystów, a potem stańczyków) – Kraszewski założył w 1868 własną drukarnię w Dreźnie, zaciągając w tym celu spore długi. Nie był to dobry interes – aby spłacić długi, musiał w następnym roku wystawić na licytację swoją wielką bibliotekę, a i tak w 1871 został zmuszony do odsprzedania drukarni ze stratą finansową. Skutkiem przedsięwzięcia pozostało obywatelstwo saskie, które w 1871 zamieniło się w obywatelstwo Rzeszy Niemieckiej.
Otrzymał tytuły honorowe obywatelstwa miast Lwowa (15 maja 1867), Jasła (11 września 1879), Jarosławia (25 września 1879).
Od roku 1873 poświęcał się wyłącznie pracy literackiej. Parokrotnie w okresie drezdeńskim odwiedzał Galicję i Poznańskie, w roku 1879 podczas jubileuszu pięćdziesięciolecia pracy literackiej entuzjastycznie przyjmowany w Krakowie, w r. 1882 we Lwowie założył „Macierz Polską”. W roku 1883 aresztowany w Berlinie pod zarzutem działalności wywiadowczej na rzecz Francji (Kraszewski, z pobudek patriotycznych, finansował z własnych pieniędzy sieć wywiadowczą. W uznaniu zasług prezydent Francji, marszałek Patrice de Mac Mahon, zamierzał nadać Kraszewskiemu Krzyż Komandorski Legii Honorowej). Podczas rozpoczętego w maju 1884 procesu w Lipsku skazano go na trzy i pół roku więzienia w twierdzy w Magdeburgu. Z powodu choroby płuc w 1885 roku został wypuszczony za kaucją. Wyjechał do Szwajcarii, a później do San Remo. Zmarł 19 marca 1887 roku w Genewie, został pochowany 18 kwietnia w krypcie zasłużonych na Skałce w Krakowie.

## Działalność naukowa
W okresie przymusowego pobytu w Wilnie prowadził historyczne badania źródłowe, co po latach zaowocowało m.in. czterotomową historią tego miasta (Wilno od początków jego do roku 1750), spisywaną w latach 1840–1842, a także kilkoma powieściami. Zaangażował się w popularyzację źródeł historycznych, inicjował wydawanie pamiętników i diariuszy. Z wielu podobnych źródeł korzystał w swojej twórczości. W latach 1860–1887 był członkiem honorowym Poznańskiego Towarzystwa Przyjaciół Nauk.
Był encyklopedystą oraz uznanym polskim historykiem. W 1858 przedstawiono jego kandydaturę na redaktora głównego Encyklopedii Orgelbrandta. Ze względu na to, że pisarz stale mieszkał wówczas na Wołyniu i nie mógłby przewodniczyć pracy wspólnej zrezygnowano jednak z tego pomysłu. Przyjęto go na współredaktora do rzeczy polskich redagowanych w tej encyklopedii przez Franciszka Maksymiliana Sobieszczańskiego. Kraszewski wymieniony jest jako współautor tej 28 tomowej encyklopedii wydanej w latach 1859–1868 .
Kraszewski przez długi czas gromadził prywatną bibliotekę, która miała pomagać mu w jego działalności naukowej i pisarskiej. Według zamierzeń kolekcja miała stanowić jak najbardziej kompletny zbiór dzieł, ilustrujących dzieje i stan sztuki polskiej od XVI do XIX w. Oprócz zwartych dzieł książkowych zawierała reprodukcje, wydawnictwa ilustrowane, albumy, mapy, plany architektoniczne i in. Już w 1865 r. opublikował drukiem w Dreźnie w języku francuskim katalog swoich zbiorów. W 1869 r., zmuszony do spłaty długów zaciągniętych na uruchomienie drukarni, wystawił swój zbiór na sprzedaż. Kolekcję, liczącą 6999 pozycji zakupił za kwotę 8 tysięcy talarów Aleksander Branicki z Suchej.

## Twórczość
W licznych utworach zawarł obraz współczesnego mu społeczeństwa oraz polskiej narodowej przeszłości. W powieściopisarstwie Kraszewskiego wyróżnić można trzy okresy: młodzieńczy (1830–1838), wołyńsko-warszawski (1838–1863) i okres drezdeński (od 1863). Po cyklu powieści współczesnych i ludowych ostatni okres twórczości obfitował w powieści historyczne, dotyczące zarówno czasów starożytnych (Rzym za Nerona), XV wieku (Krzyżacy 1410), wieku XVIII (trylogia saska oraz późniejsze Saskie ostatki), jak i innych, np. Sto diabłów, Macocha, Warszawa 1794. Podstawę warsztatu twórczego stanowiła licząca kilka tysięcy tomów biblioteka, w której ok. 2300 tytułów związanych było z historią Polski.
Niezwykle płodny, zadziwiający ogromem swych prac, Kraszewski napisał i wydał około 600 tomów, nie licząc w tym pracy redakcyjnej, mnóstwa artykułów w czasopismach i olbrzymiej korespondencji prywatnej. Najważniejszym działem twórczości Kraszewskiego są powieści: w ciągu 57 lat napisał ich 232, w tym 144 powieści społeczne, obyczajowe i ludowe, 88 historycznych. W swym powieściopisarstwie Kraszewski stał się wychowawcą narodowym we wszelkich kierunkach pracy oświatowej, naukowej i społecznej, reformatorem powieści polskiej przez nadanie jej oryginalnych cech, swoiste przetworzenie wzorów obcych, wprowadzenie różnorodności motywów, odtworzenie całokształtu życia polskiego na podstawie materiału opartego na obserwacji, oraz przez podniesienie jej na wysoki nieraz poziom artyzmu. Dziełami swymi wpłynął wydatnie na współczesny mu rozwój polskiej twórczości powieściowej i na jej późniejszy rozkwit – od Sienkiewicza aż po czasy ostatnie, gdy po przejściowym niedocenianiu zalet artystycznych twórczości Kraszewskiego, popularność pisarza przeżywa renesans.

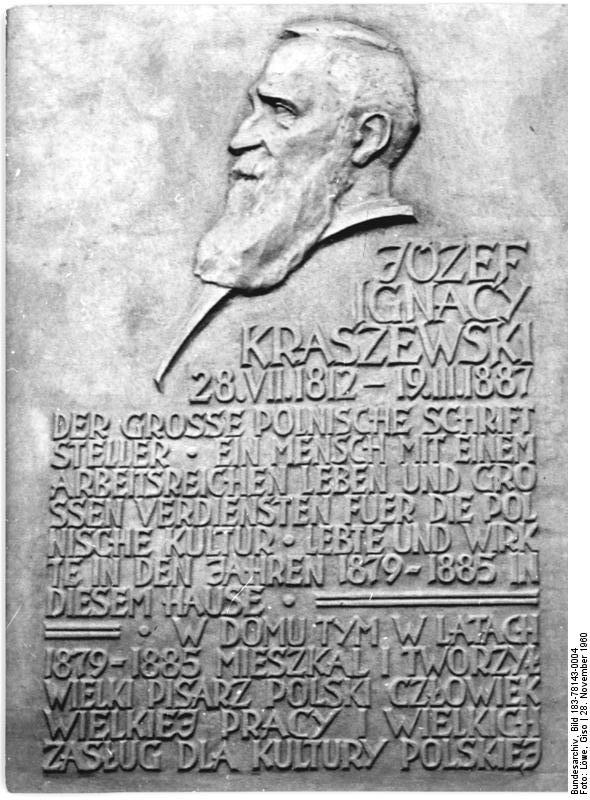
Tablica pamiątkowa umieszczona na domu w Dreźnie

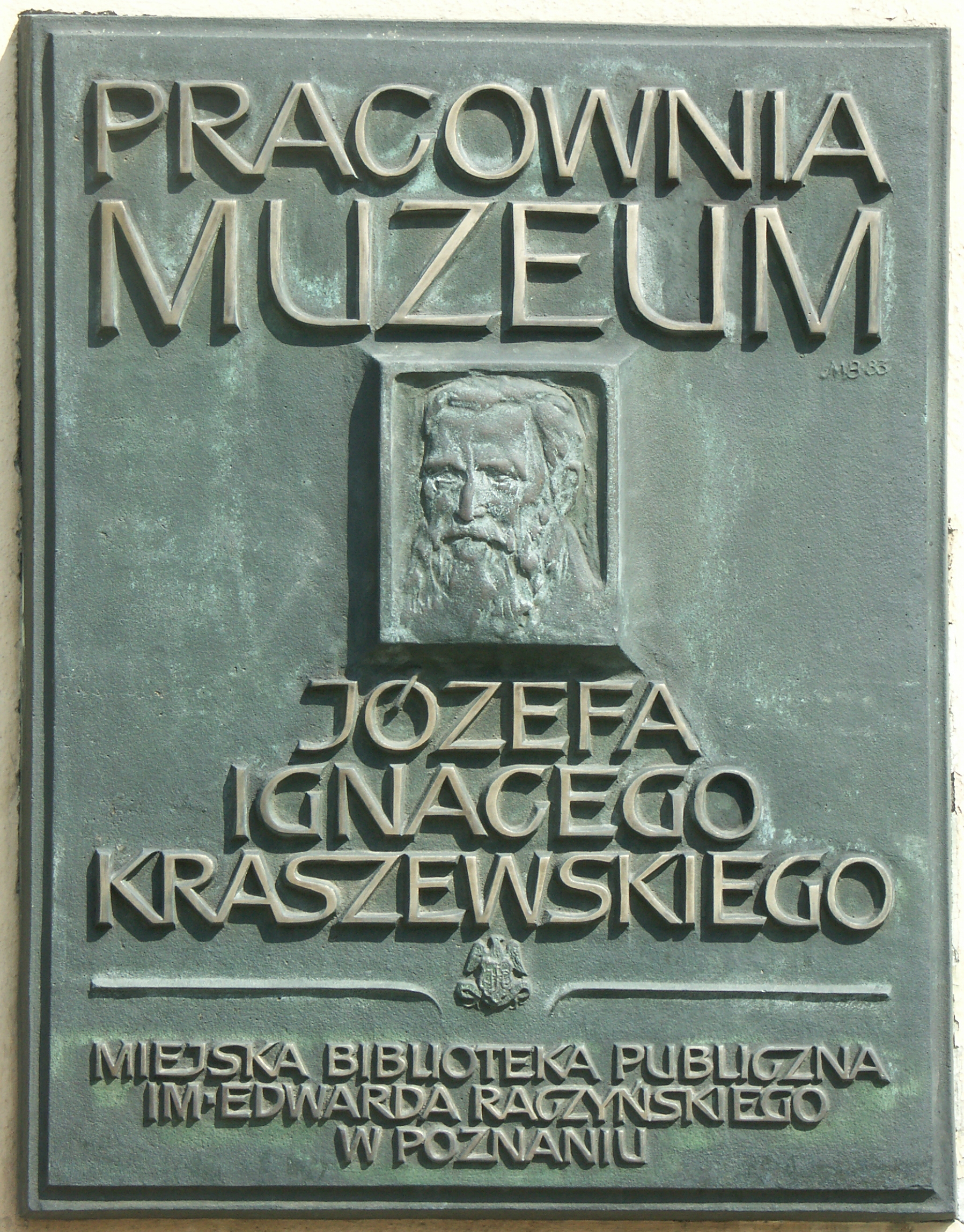
Tablica umieszczona na budynku Pracowni-Muzeum J. I. Kraszewskiego w Poznaniu

## Działalność literacka
W innych dziedzinach działalności pisarskiej nie ma już Kraszewski tego znaczenia, co na polu powieści, i tu jednak niejednokrotnie wyrasta ponad przeciętność. Spośród lirycznych utworów Kraszewskiego (Poezje 1838, II wyd. 1843, III wyd. 1887) niektóre dotąd zachowują popularność, np. powszechnie znany wiersz Dziad i baba. Za najlepszy jego utwór poetycki uchodzą Hymny boleści (1851) o bardzo pięknej formie. Najobszerniejszy poemat to trylogia epiczna Anafielas (1840–1846) na tle dziejów Litwy – w swoim czasie ceniony, dziś już zapomniany. Z utworów dramatycznych wysoką wartość mają tzw. komedie kontuszowe, m.in. Miód kasztelański (1860), a zwłaszcza Panie Kochanku (1867).
Bardzo rozległa była działalność Kraszewskiego na polu krytyki literackiej i artystycznej, czemu wiele miejsca poświęcał w artykułach i rozprawach publikowanych w czasopismach oraz w kilku oddzielnych tomach. Niektóre z jego prac historyczno-literackich były pierwszymi poważnymi opracowaniami danych zagadnień, m.in. dał obszerne studia o Syrokomli (1863) i o Krasickim (1879). Zasłużył się też jako wydawca tekstów, m.in. listów Zygmunta Krasińskiego (1882–1883), pism Kazimierza Brodzińskiego (1874, 8 tomów), polskiego przekładu dzieł Szekspira (1876). Sam Kraszewski tłumaczył Boską komedię Dantego (znane tylko fragmenty) i parafrazował komedie Plauta (1887). Zajęcie się Kraszewskiego współczesnym ruchem filozoficznym (zwłaszcza Heglem), poza kilkoma rozprawami krytycznymi, odbiło się najwydatniej w niektórych jego powieściach.
Niezwykle pokaźna i obfita była praca Kraszewskiego w dziedzinie badań historycznych, którym poświęcał się już od lat najwcześniejszych. Należą do nich prace z dziejów Litwy, dzieło pt. Polska w czasie trzech rozbiorów (1873–1875, 3 t., nowe wyd. 1902–1904), oraz liczne wydania źródeł. Popularyzacji dziejów ojczystych służyć miały Wizerunki książąt i królów polskich (1888) wydane wspólnie z K. Pillatim (ilustracje) i Cz. Jankowskim (opr. graficzne).
Z prac w zakresie historii sztuki należy przytoczyć Sztukę u Słowian, szczególniej w Polsce i Litwie przedchrześcijańskiej (1860), jako pierwszą poważniejszą próbę opracowania tego przedmiotu. Wiele cennych spostrzeżeń z zakresu sztuki zawierają Kartki z podróży 1858–1864 (1866), Księga druga (1874) i niektóre powieści, np. Sfinks. Zamieszczone tam opisy zabytków włoskich stawiane są wyżej niż podobne opisy Józefa Kremera. Wymienione wyżej prace należą właściwie do kręgu publikacji podróżniczych, których Kraszewski napisał więcej, niejednokrotnie dając bardzo artystyczne opisy zwiedzanych miejsc i krajów: m.in. Wspomnienia Wołynia, Polesia i Litwy (1840, 2 t., II wyd. 1866), Obrazy z życia i podróży (1842, 2 t.), Wspomnienia Odessy i t. p. (1845–1846, 3 t.), Wieczory wołyńskie (1859).
Nader szeroka była redaktorska i publicystyczna działalność Kraszewskiego: „Athenaeum”, „Gazeta Codzienna (Polska)”, miesięcznik „Przegląd Europejski naukowy, literacki i artystyczny” (1862–1863), lwowskie „Hasło” (1865), poznański „Omnibus” (1869), drezdeński „Tydzień” (1870), „Rachunki” (1867–1870), które śmiałością poglądów zdobyły sobie dużą poczytność. Kraszewski działał też jako pisarz dla dzieci, tworząc m.in. Bajeczki (1882, IV. wyd. 1917), oraz autor piszący dla ludu (planowane dwa tomiki z r. 1862, rozpoczęte wydawnictwo „Biblioteki ludowej”).

## Wydania zbiorowe utworów
Wydania zbiorowe: Zbiór powieści (1872–1876, 102 t.); Wybór pism (1878, 15 t.); Wybór powieści (1883, 80 t.); Powieści historyczne (1876–1889, 78 t., parokrotnie przedrukowywane, ostatnio w zmienionym wyborze i układzie, 1929–1930); Wybór pism (1884–1894, 10 t., najlepszy z dotychczasowych). Oddzielne, nowsze wydania w Bibliotece Narodowej i w Wielkiej Bibliotece. Bibliografia Karola Estreichera (1887) i P. Chmielowskiego (1894). Podstawowa monografia zbiorowa w Książce jubileuszowej (1880), monografia Piotra Chmielowskiego (1888), studia Bronisława Chlebowskiego, Wiktora Hahna i wielu innych.

## Działalność artystyczna

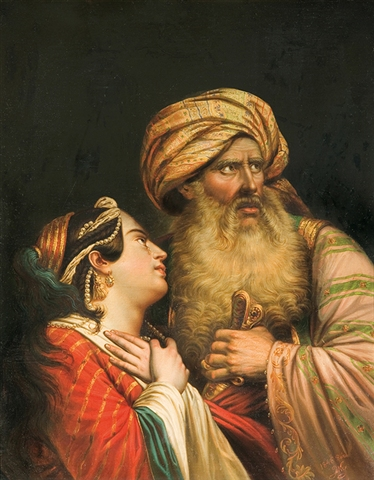
Portret wschodni, 1846 – jeden z najbardziej znanych obrazów olejnych Kraszewskiego.

Kraszewski jako malarz i grafik był uczniem Bonawentury Dąbrowskiego w Wilnie, malował widoki akwarelowe, rysował portrety, był też zręcznym akwaforcistą. Rysunki i akwarele Kraszewskiego posiadają: Muzea Narodowe w Krakowie i Warszawie oraz Galeria Mielżyńskich w Poznaniu, akwaforty – Muzeum im. Emeryka Hutten-Czapskiego w Krakowie, Muzeum Narodowe w Poznaniu i Pracownia-Muzeum Józefa Ignacego Kraszewskiego w Poznaniu. Teczka z rysunkami Józefa Ignacego Kraszewskiego znajduje się także w Muzeum im. ks. Józefa Jarzębowskiego w Licheniu Starym.

## Wykaz publikowanych utworów

### Cykl powieściowy „Trylogia saska” (w porządku chronologicznym)
- 1. Hrabina Cosel (1873)
- 2. Brühl (1874)
- 3. Z siedmioletniej wojny (1875)

### Cykl powieści „Dzieje Polski” (w porządku chronologicznym)
- 1. Stara baśń (1876)
- 2. Lubonie (1876)
- 3. Bracia Zmartwychwstańcy (1876)
- 4. Masław  (1877)
- 5. Boleszczyce (1877)
- 6. Królewscy synowie (1877)
- 7. Historia prawdziwa o Petrku Właście palatynie, którego zwano Duninem (1878)
- 8. Stach z Konar (1878)
- 9. Waligóra (1880)
- 10. Syn Jazdona (1880)
- 11. Pogrobek (1880)
- 12. Kraków za Łokietka (1880)
- 13. Jelita (1881)
- 14. Król chłopów (1881)
- 15. Biały książę (1882)
- 16. Semko (1882)
- 17. Matka królów (1883)
- 18. Strzemieńczyk (1883)
- 19. Jaszka Orfanem zwanego żywota i spraw pamiętnik (1884)
- 20. Dwie królowe (1884)
- 21. Infantka (1884)
- 22. Banita (1885)
- 23. Bajbuza (1885)
- 24. Na królewskim dworze (1886)
- 25. Boży gniew (1886)
- 26. Król Piast (1888)
- 27. Adama Polanowskiego, dworzanina króla Jegomości Jana III notatki (1888)
- 28. Za Sasów (1889)
- 29. Saskie ostatki (1889)

### Pozostałe utwory (w porządku alfabetycznym)
Podane daty odnoszą się do pierwszych wydań książkowych; gwiazdką (*) oznaczono datę powstania/napisania utworu podaną przez edytora bądź ustaloną w opracowaniu naukowym.
1. Abrakadabra (1859) – opowiadanie
2. Ada: sceny i charaktery z życia powszedniego (1878)
3. Anafielas: pieśni z podań Litwy (1846)
4. Awantura. Powieść osnuta na plotce (1885)
5. Barani Kożuszek: opowiadanie historyczne z końca XVIII wieku (1898)
6. Bezimienna: powieść z końca XVIII wieku (1869)
7. Bez serca: obrazy naszych czasów (1884)
8. Biografia sokalskiego organisty (*1830) – opowiadanie
9. Boża czeladka: opowiadanie w trzech częściach (1858)
10. Boża opieka: powieść osnuta na podaniach XVIII wieku (1873)
11. Bracia mleczni. Powiastka (1873)
12. Bracia rywale: obrazy społeczeństwa wiejskiego z XVIII wieku (1877)
13. Bratanki: powieść z podania początku XVIII wieku (1880)
14. Budnik: obrazek (1848)
15. Było ich dwoje: powieść
16. Całe życie biedna: powieść (1840)
17. Caprea i Roma: obrazy z pierwszego wieku (1859)
18. Cet czy licho: powieść historyczna z końca XVII wieku (*1882 ; 1884)
19. Chata za wsią (1854)
20. Chore dusze: powieść
21. Choroby wieku. Studium patologiczne (1874) – powieść
22. Ciche wody: powieść współczesna
23. Ciepła wdówka: komedia kontuszowa w trzech aktach wierszem (1866)
24. Czarna godzina: powieść (1888)
25. Czarna Perełka: powieść (1871)
26. Czasy kościuszkowskie – cykl powieści składający się z dwóch części: Sceny sejmowe: Grodno 1795 (1873) oraz Warszawa w 1794 roku (1873). Niekiedy publikowany w jednym tomie.
27. Czercza mogiła: powieść (1855)
28. Cześnikówny: powieść (1876)
29. Cztery wesela: szkic fantastyczny (1834)
30. Dajmon: fantazja (1879)
31. Dawny palestrant (*1877) – opowiadanie
32. Diabeł: powieść z czasów Stanisława Augusta (1855)
33. Dola i niedola: powieść z ostatnich lat XVIII wieku (1864)
34. Dowmund: kartka z życia artysty
35. Dwa a dwa cztery, czyli Piekarz i jego rodzina
36. Dwa bogi, dwie drogi: powieść współczesna
37. Dwa światy: powieść (1856)
38. Dwie komedyjki (Portret ; Łatwiej popsuć niż naprawić) (1856)
39. Dziad i baba (1838) – wiersz
40. Dziad i baba – opowiadanie
41. Dziadunio: obrazki naszych czasów (1869)
42. Dziady i baby – opowiadanie
43. Dzieci wieku: powieść (1857)
44. Dziecię Starego Miasta: obrazek narysowany z natury (1863)
45. Dziennik Serafiny: z autografu (1876)
46. Dziś i lat temu trzysta: studium obyczajowe (1863)
47. Dziwadła: powieść współczesna (1853)
48. Emisariusz: wspomnienie z roku 1838
49. Ewunia: opowieść z końca XVIII wieku (*1871) – powieść
50. Gawędy o literaturze i sztuce (1857)
51. Głupi Maciuś – bajka
52. Grzechy hetmańskie: obrazy z końca XVIII wieku (1879)
53. Grześ z Sanoka: opowiadanie historyczne z czasów Władysława Jagiełły
54. Herod baba: opowiadanie dziadka (1880)
55. Historia kołka w płocie według wiarygodnych źródeł zebrana i spisana (1860)
56. Historia prawdziwa o Janie Dubeltowym (*1855) – opowiadanie
57. Historia o bladej dziewczynie spod Ostrej Bramy (1837)
58. Historia o Janaszu Korczaku i o pięknej miecznikównie (1874)
59. Historia Sawki (1842)
60. Hołota: powieść współczesna (1878)
61. Hybrydy: powieść z szóstego dziesiątka lat ubiegłego wieku
62. Hymny boleści (1857) – poezje
63. Ikonotheka: zbiór notat o sztuce i artystach w Polsce (1858)
64. Imieniny: obrazek historyczny (*1831) – opowiadanie
65. Improwizacje dla moich przyjaciół: książeczka do zapalania fajek (1834)
66. Interesa familijne: powieść (1853)
67. Jak się dawniej listy pisały (*1882) – opowiadanie
68. Jak się pan Paweł żenił i jak się ożenił: powieść (1878)
69. Jakoś to będzie – komedia (1867)
70. Jaryna: powieść (1850) [również jako Ostap Bondarczuk – część 2]
71. Jasełka: wyciąg z pamiętników Ktosia (1862)
72. Jermoła: obrazki wiejskie (1857)
73. Jesienią: powieść (1876)
74. Justka: miniatura z życia powszedniego (1884)
75. Kamienica w Długim Rynku: powieść (1868)
76. Kartki z podróży 1858–1864 (1866/1874)
77. Kawał literata: wizerunki społeczne z końca XVIII wieku (1876)
78. Klasztor: opowiadanie (1883)
79. Klin klinem: nowela (1875)
80. Kochajmy się: obrazki z życia współczesnego (1870)
81. Komedianci: powieść (1855)
82. Koncert w Krynicy (*1882) – opowiadanie
83. Kopciuszek: powieść z podań XVIII wieku (1873)
84. Kordecki: powieść historyczna (1852)
85. Kosa i kamień: przysłowie historyczne – dramat
86. Kościół Świętomichalski w Wilnie: obrazek historyczny z pierwszej połowy XVII wieku (1833)
87. Król i Bondarywna: powieść historyczna
88. Król w Nieświeżu – 1784: obrazek z przeszłości (*1872; wyd.1887)
89. Krwawe znamię: powieść (1885)
90. Krzyż na rozstajnych drogach
91. Krzyżacy 1410: obrazy przeszłości (1883)
92. Ktoś: powieść współczesna (1883)
93. Kunigas: powieść z podań litewskich (1881)
94. Kwiat paproci
95. Lalki: sceny przedślubne (1873)
96. Latarnia czarnoksięska (1843–1844)
97. Listy do rodziny
98. Litwa za Witolda: opowiadanie historyczne (1850)
99. Lublana (1878)
100. Ładny chłopiec: powieść współczesna (1879)
101. Ładowa Pieczara: obrazek wiejski (1852)
102. Łoktek na łożu śmierci – opowiadanie
103. Łza w niebie: fantazja (1879)
104. Macocha: powieść z podań XVIII wieku (1873)
105. Majster Bartłomiej: powieść fantastyczna (1837)
106. Majster i czeladnik: podanie gminne wileńskie (*1833) – opowiadanie
107. Maleparta: powieść historyczna z XVIII wieku (1844)
108. Marcin Kaptur: szkic historyczny z XVI wieku (*1840) – opowiadanie
109. Metamorfozy: obrazki (1874)
110. Męczennica na tronie: opowiadanie historyczne (1887)
111. Męczennicy: obrazy życia współczesnego (I. Na wysokościach ; II. Marynka) (1886)
112. Milion posagu: powieść (1847)
113. Miód kasztelański: komedia kontuszowa w 5 aktach prozą (1859)
114. Mistrz Twardowski: powieść z podań gminnych (1840)
115. Mogilna: obrazek współczesny (1871)
116. Morituri: powieść w dwóch tomach z epilogiem (1872)
117. Moskal: obrazek współczesny narysowany z natury (1865)
118. Motyl (* ok. 1850) – opowiadanie
119. Mozaika: nowele i opowiadania (I. Mostowniczy ; II. Nocleg w Boremlu) (1884)
120. My i oni: obraz współczesny narysowany z natury
121. Na bialskim zamku: powieść historyczna z czasów Augusta III
122. Na cmentarzu – na wulkanie: powieść współczesna (1871)
123. Na Polesiu: powieść (1884)
124. Na tułactwie: obrazy współczesne (1881)
125. Na wschodzie: obrazek współczesny narysowany z natury (1866)
126. Nad modrym Dunajem: nowela (1876)
127. Nad przepaścią (1887)
128. Nad Spreą: obrazki współczesne (1874)
129. Nera: powieść z życia współczesnego
130. Niebieskie migdały: powieść
131. Noc majowa: powieść
132. Obrazki z natury (*1839) – opowiadanie
133. Obrazy przeszłości (1857)
134. Obrazy z życia i podróży (1842)
135. Odczyty o cywilizacji w Polsce (1861)
136. Od kolebki do mogiły – z życia zapomnianego człowieka: opowiadanie (1883)
137. Okruszyny: zbiór powiastek, rozpraw i obrazków (1876)
138. Ongi – krwawe znamię: powieść (1870)
139. Orbeka: powieść (1867)
140. Ostap Bondarczuk: powieść (1847)
141. Ostatnia z książąt Słuckich: kronika z czasów Zygmunta III (1841)
142. Ostatni z Siekierzyńskich: historia szlachecka (1851)
143. Ostatnie chwile księcia wojewody (Panie Kochanku), z papierów po Glince (1875)
144. Ostrożnie z ogniem: powieść (1849)
145. Pałac i folwark: obrazy naszych czasów
146. Pamiętnik Mroczka: powieść (1878)
147. Pamiętnik panicza (1875)
148. Pamiętniki Jana Duklana Ochockiego (1857)
149. Pamiętniki nieznajomego (1846)
150. Pan i szewc: powieść (1850)
151. Pan Karol: powieść fantastyczna (1833)
152. Pan major: powieść
153. Pan na czterech chłopach: historia szlachecka z XVIII wieku (1879)
154. Pan starosta kaniowski: z papierów po Glince (1875) – opowiadanie
155. Pan Walery: powieść z XIX wieku (1831)
156. Pan z panów: sceny z życia naszego
157. Panie Kochanku: anegdota dramatyczna w 3 aktach (*1867)
158. Papiery po Glince: opowiadanie z życia Karola Radziwiłła „Panie Kochanku” (1872)
159. Para czerwona: obrazek współczesny narysowany z natury
160. Piękna pani: powieść-studium
161. Pod Blachą: powieść z końca XVIII wieku (1881)
162. Pod katowskim toporem: powieść historyczna z czasów Stefana Batorego
163. Podróż do miasteczka: bajka (1879)
164. Podróż króla Stanisława Augusta do Kaniowa w roku 1787 podług listów Kazimierza Konstantego de Bröl Platera (1860)
165. Podróże i przechadzki po Haliczu (1845)
166. Pod włoskim niebem: fantazja
167. Poeta i świat: powieść (1839)
168. Polska w czasie trzech rozbiorów 1772–1799. Studia do historii ducha i obyczaju
169. Pomywaczka: obrazek z końca XVIII wieku (*1863) – opowiadanie
170. Powieść bez tytułu (1855)
171. Powieść składana (1843)
172. Powrót do gniazda: powieść z podań XVI wieku (1874)
173. Półdiablę weneckie: powieść od Adriatyku (1864)
174. Profesor Milczek: historyjka (*1872) – opowiadanie
175. Przed burzą: sceny z roku 1830 (1876)
176. Przygody pana Marka Hińczy: rzecz z podań życia staroszlacheckiego
177. Przygody żaka: powieść na tle historycznym dla młodzieży
178. Psiarek: opowiadanie
179. Pułkownikówna: historia prawdziwa z czasów saskich (1880)
180. Radca Maciek: nowela (1884)
181. Radziwiłł w gościnie (*1870) – komedia
182. Raj i piekło: fantasmagoria historyczna 1529–1749 (*1834) – opowiadanie
183. Ramułtowie: powieść współczesna (1871)
184. Raptularz pana Mateusza Jasienickiego: opowiadania z czasów Stanisława Augusta Poniatowskiego (1881)
185. Rejent Wątróbka – opowiadanie
186. Resurrecturi: powieść (1884)
187. Resztki życia: powieść (1860)
188. Roboty i prace: sceny i charaktery współczesne (1873)
189. Rodzeństwo: obrazek współczesny (1884)
190. Rodzina: dramat w 5 aktach (1882)
191. Rok ostatni panowania Zygmunta III: obraz historyczny
192. Równy wojewodzie: obraz dramatyczny z XVIII wieku w 5 aktach (1868)
193. Rzym za Nerona: obrazy historyczne (1865)
194. Sama jedna: powieść współczesna
195. Sąsiedzi: powieść z podań szlacheckich z końca XVIII wieku
196. Sceny sejmowe. Grodno 1793 (1873)
197. Sekret pana Czuryły: historia jeszcze jednego rezydenta wedle podań współczesnych opowiedziana
198. Serce i ręka: powieść prawie historyczna (1875)
199. Sfinks: powieść (1847)
200. Sieroce dole: powieść (1873)
201. Skarb (*1873) – opowiadanie
202. Skrypt Fleminga: powieść historyczna z czasów Augusta II (1879)
203. Słomiana wdowa: fraszka dramatyczna
204. Sobieradzka (*ok. 1850) – opowiadanie
205. Sprawa kryminalna: powiastka (1872)
206. Sprawa polska w roku 1861: list z kraju (listopad 1861) – publicystyka
207. Stańczyk: biografia (*1839)
208. Stańczykowa kronika od roku 1503 do 1508 (1841)
209. Stara panna (1887)
210. Stare dzieje: komedia
211. Staropolska miłość: urywek pamiętnika spisany (1859)
212. Starosta warszawski: obrazy historyczne z XVIII wieku (1879)
213. Starościna bełska: opowiadania historyczne 1770–1774 (1858)
214. Stary sługa: powieść (1852)
215. Sto Diabłów: mozaika z czasów Czteroletniego Sejmu (1870)
216. Syn marnotrawny: opowiadanie z końca XVIII wieku (1879)
217. Szalona: powieść (1882)
218. Szaławiła: staroszlachecka powieść (1870) – opowiadanie
219. Szatan i kobieta: fantazja dramatyczna w 11 nocach (1841)
220. Szpieg: obrazek współczesny (1864)
221. Sztuka u Słowian, szczególnie w Polsce i Litwie przedchrześcijańskiej (1858)
222. Śniehotowie: legenda z XVIII wieku spisana z opowiadań (1881)
223. Świat i ziemia (1862)
224. Świetna partia: opowiadanie
225. Tatarzy na weselu: historyjka (*1837) – opowiadanie
226. Tęczyńscy: dramat historyczny w 5 aktach prozą (1844)
227. Tomko Prawdzic: wierutna bajka (1866)
228. Trapezologion: historyjka (1855)
229. Tryumf wiary
230. Trzeci Maja: dramat historyczny w 5 aktach (1876)
231. Tułacze: opowiadania historyczne (1868)
232. Typy i charaktery: powieść (1854)
233. U babuni: powieść
234. Ulana. Powieść poleska (1843)
235. Upiór: opowiadanie przy kominku (1878)
236. Warszawa w roku 1794: powieść historyczna z czasów kościuszkowskich (1873)
237. W baśń oblekły się dzieje
238. Wędrówki literackie, fantastyczne i historyczne (1838-1840)
239. Wieczory drezdeńskie (1866)
240. Wieczory wołyńskie (1859)
241. Wieczór w Czarnym Lesie (*1840) – opowiadanie
242. Wielki nieznajomy: obrazy naszych czasów (1872)
243. Wielki świat małego miasteczka: powiastka (1832) – powieść
244. Wilczek i Wilczkowa: opowiadanie z końca XVIII wieku (1884)
245. Wilno od początków jego do roku 1750 (1838-1842)
246. Wioska: sielanka (1859)
247. Wizerunki książąt i królów polskich (1888)
248. W mętnej wodzie: obrazki współczesne (1870) – powieść
249. W pocie czoła: z dziennika dorobkiewicza (1884)
250. Wspomnienia Odessy, Jedysanu i Budżaku. Dziennik przejażdżki w roku 1843 od 22 czerwca do 11 września (1845-1846)
251. Wspomnienia pana Szambelana (*1848) – opowiadanie
252. Wspomnienia Wołynia, Polesia i Litwy (1840)
253. W starym piecu: studium psychograficzne (1879) – powieść
254. Z chłopa król
255. Z życia awanturnika: obrazki współczesne (1872)
256. Zając jedynak – opowiadanie
257. Zadora: historia z końca XVIII wieku (1880)
258. Zagadki: obrazy współczesne – powieść
259. Zaklęta księżniczka: nowela
260. Za króla Sasa – komedia (1867)
261. Zemsta Czokołdowa
262. Z dziennika starego dziada (1879) – opowiadanie
263. Z pamiętnika Jana Zbrożka – opowiadanie
264. Złote jabłko (1853)
265. Złoto i błoto: powieść współczesna (1884)
266. Złoty Jasieńko: powieść współczesna
267. Zygmuntowskie czasy: powieść z roku 1572 (1846)
268. Zygzaki: powieść (1886)
269. Żacy krakowscy w roku 1549: prosta kronika (1845)
270. Żeliga: powieść (1877)
271. Żyd: obrazy współczesne (1866)
272. Żywot i przygody hrabi Gozdzkiego (*1859)
273. Żywot i sprawy Imć pana Medarda z Gołczwi Pełki z notat familijnych spisane (1876)

## Upamiętnienie
Pisarz wielokrotnie został upamiętniony w wielu pomnikach, tablicach, obchodach oraz rocznicach. Sejm Rzeczypospolitej Polskiej ustanowił rok 2012 m.in. Rokiem Józefa Ignacego Kraszewskiego.

### Muzea
Muzea poświęcone pisarzowi mieszczą się w jego domach w miejscowościach:
- Romanów – Muzeum Józefa Ignacego Kraszewskiego w Romanowie
- Drezno – Muzeum Kraszewskiego w Dreźnie,
- Poznań – Z prywatnych zbiorów poznańskiego kolekcjonera Mariana Walczaka utworzono Pracownię-Muzeum Józefa Ignacego Kraszewskiego w Poznaniu.

### Pomniki i tablice pamiątkowe
- W Parku Zdrojowym w Krynicy-Zdroju znajduje się zabytkowa ławka Kraszewskiego.
- Pobyt Kraszewskiego w Białej Podlaskiej upamiętniają dwa pomniki (ławeczka z 2008 roku i popiersie) i tablica.
- Tablice pamiątkowe na domach, w których mieszkał Kraszewski w Żytomierzu, przy ul. Mokotowskiej 48 w Warszawie[18], Wrocławiu i Dreźnie, a także udział w budowie i działalności Teatru w Żytomierzu został upamiętniony tablicą.
- W Lublinie pobyt Kraszewskiego upamiętnia graffiti na fasadzie kamienicy.
- W Sanremo na c.so Cavalotti miejsce, gdzie mieszkał ostatnie dwa lata życia (po sąsiedzku z willą Alfreda Nobla), upamiętnia marmurowa tablica na murze okalającym posiadłość.

### Inne
- Brama Kraszewskiego – wąwóz skalny w Dolinie Kościeliskiej w Tatrach Zachodnich o długości ok. 0,5 km nazwany na cześć pisarza.
- W 2012 r. z okazji dwusetnej rocznicy urodzin Kraszewskiego Poczta Polska wyemitowała w nakładzie 240 tys. sztuk upamiętniający go znaczek pocztowy o nominale 4,15 zł[19].

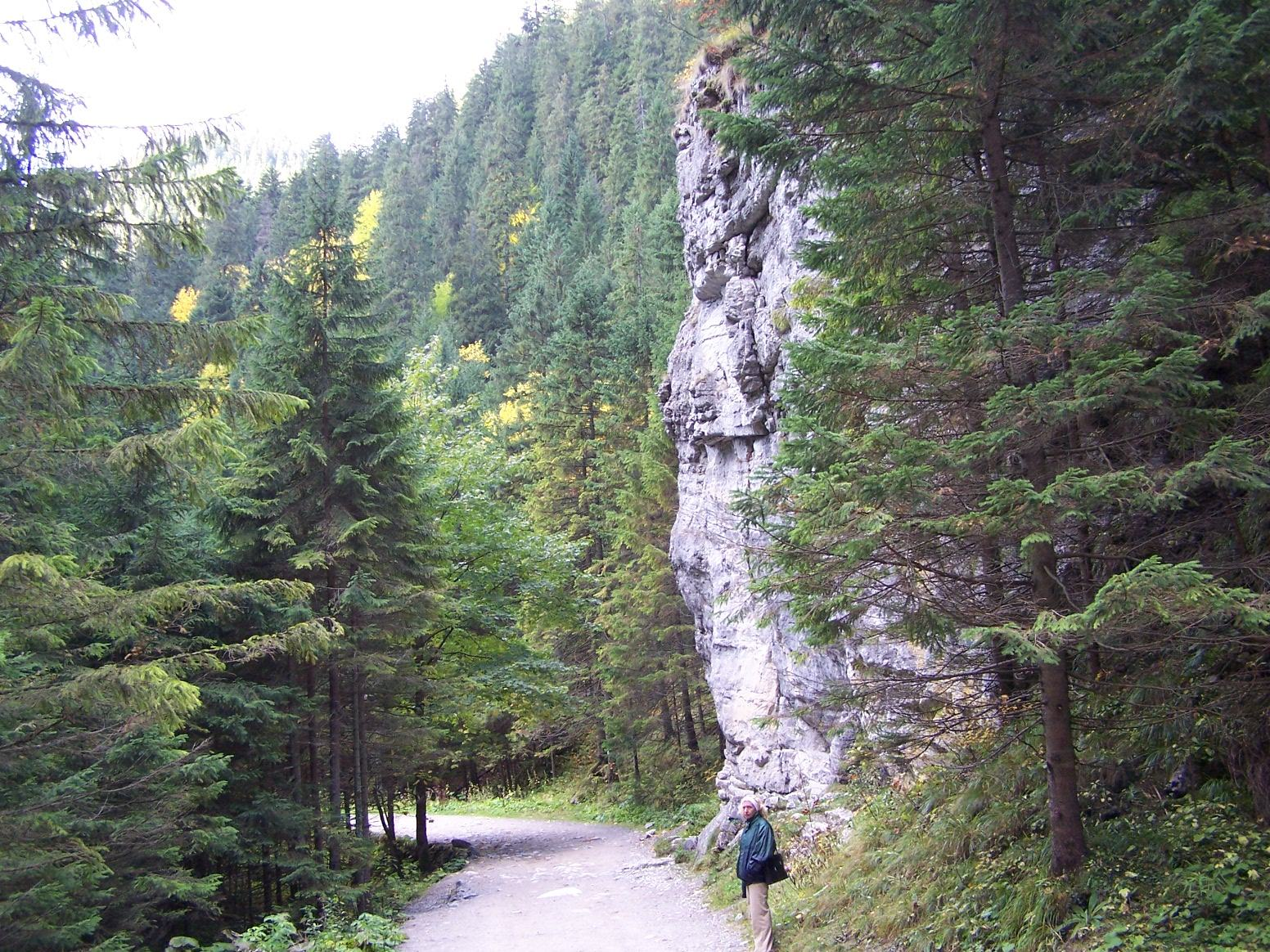
Brama Kraszewskiego w Dolinie Kościeliskiej nazwana na cześć pisarza
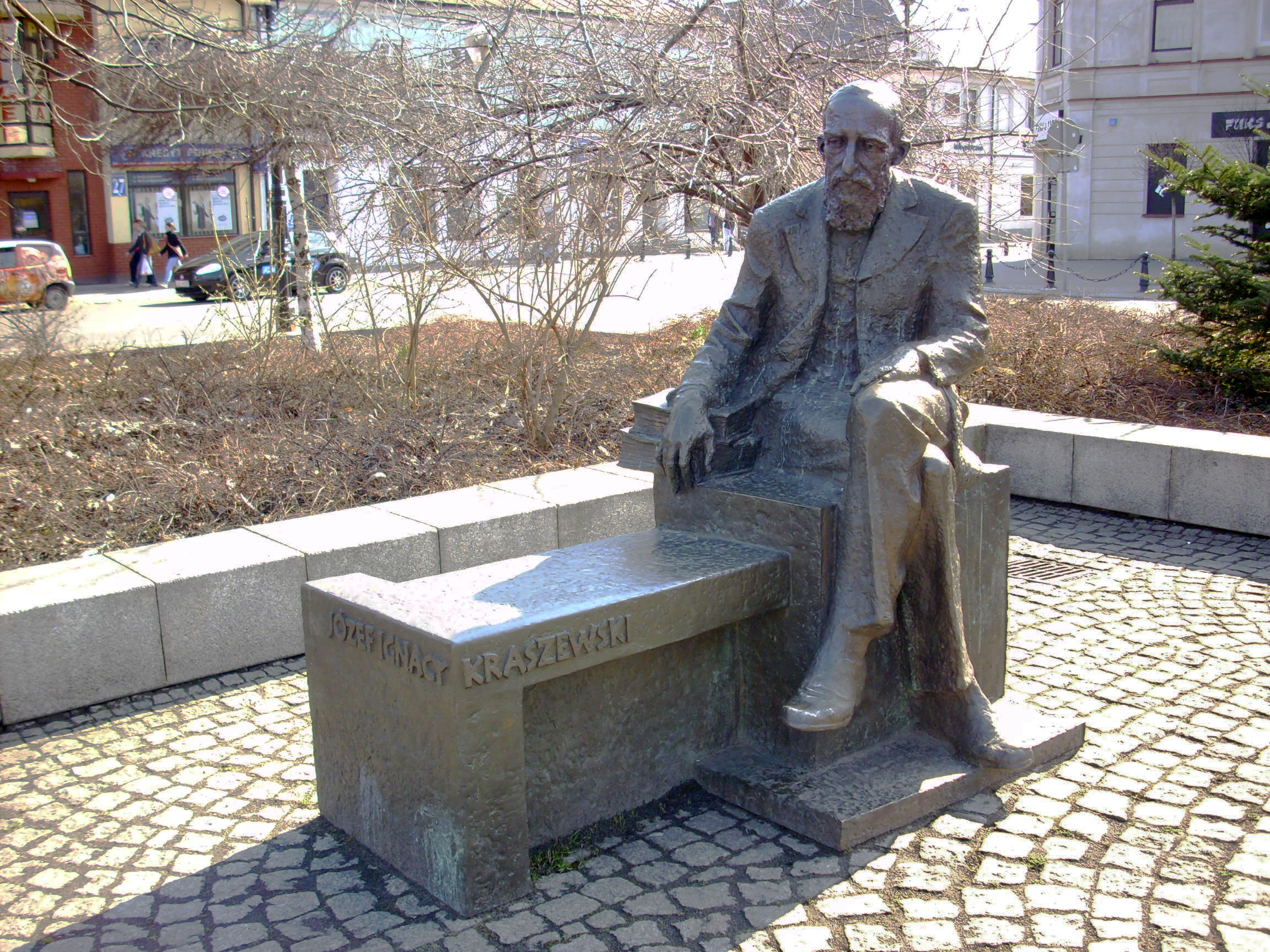
Ławeczka Józefa Ignacego Kraszewskiego w Białej Podlaskiej
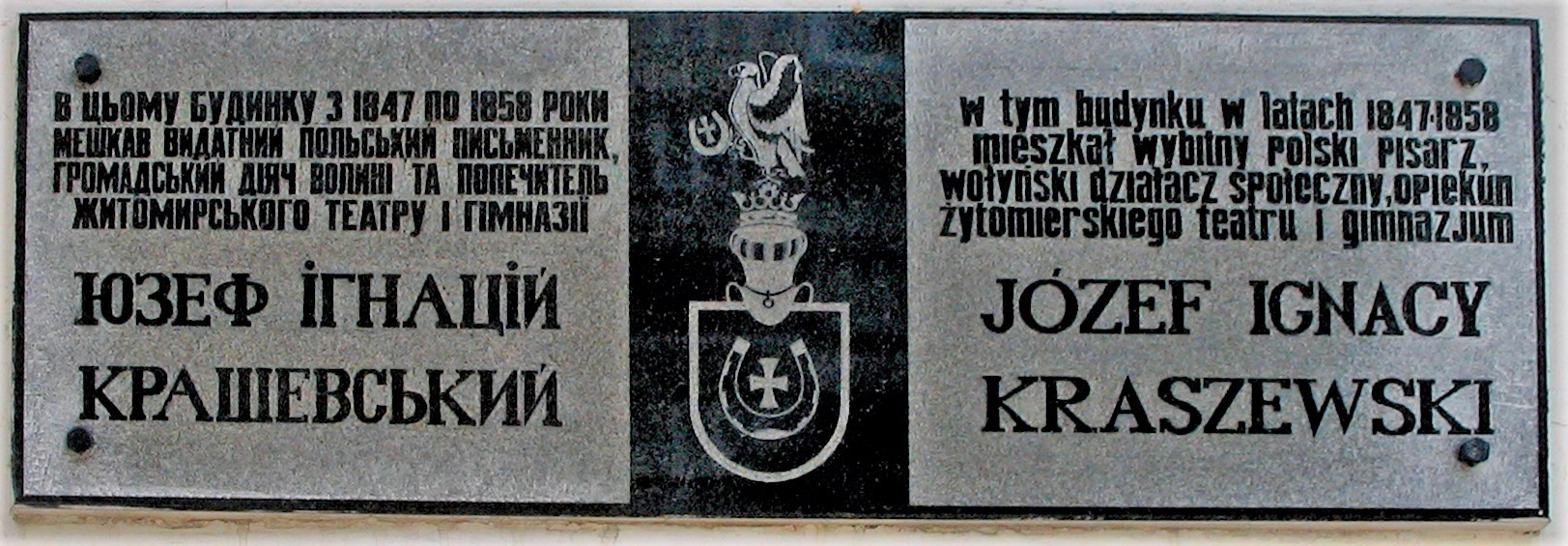
Dwujęzyczna ukraińsko-polska tablica pamiątkowa na ścianie domu Kraszewskiego w Żytomierzu
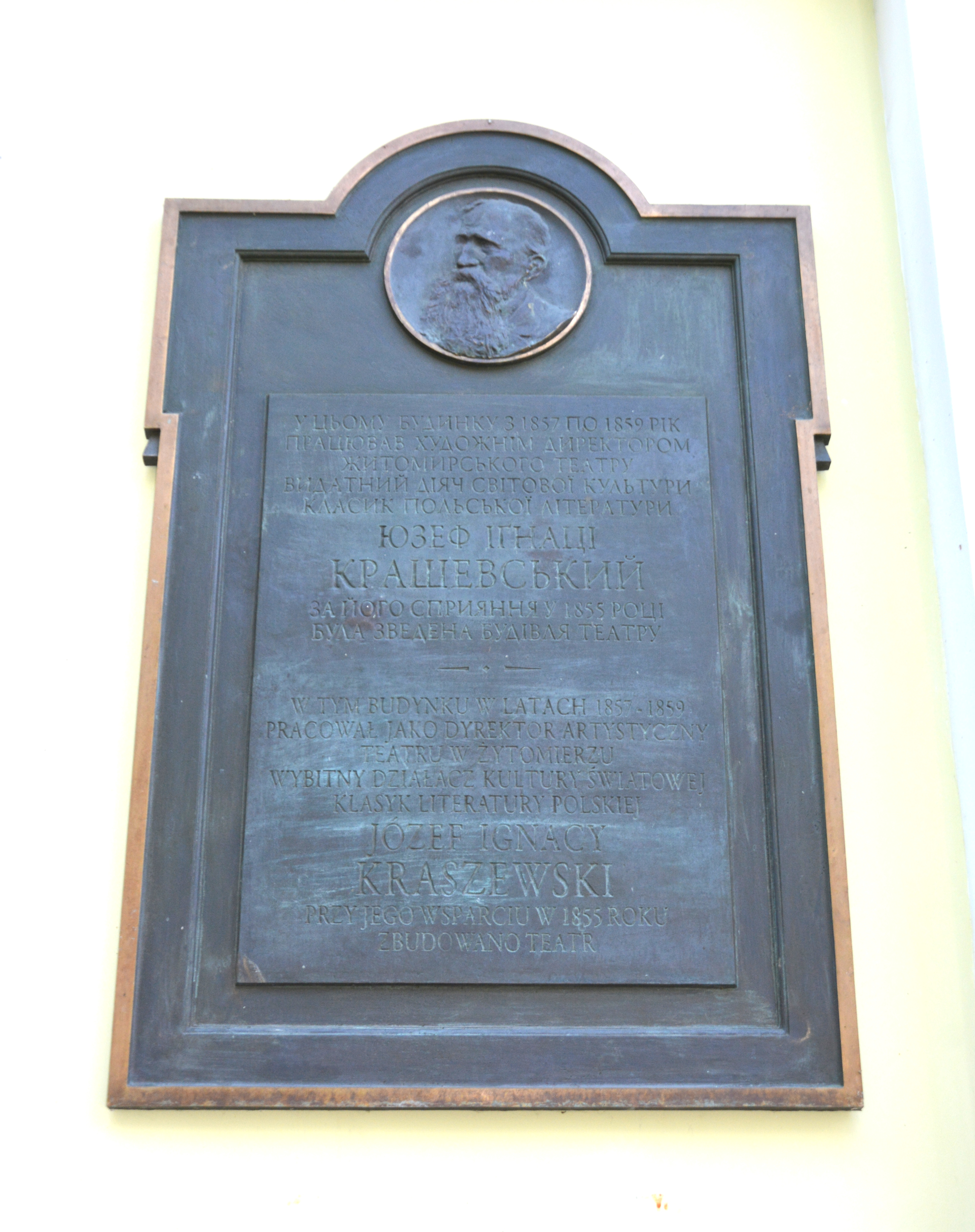
Dwujęzyczna tablica pamiątkowa na ścianie dawnego Teatru w Żytomierzu
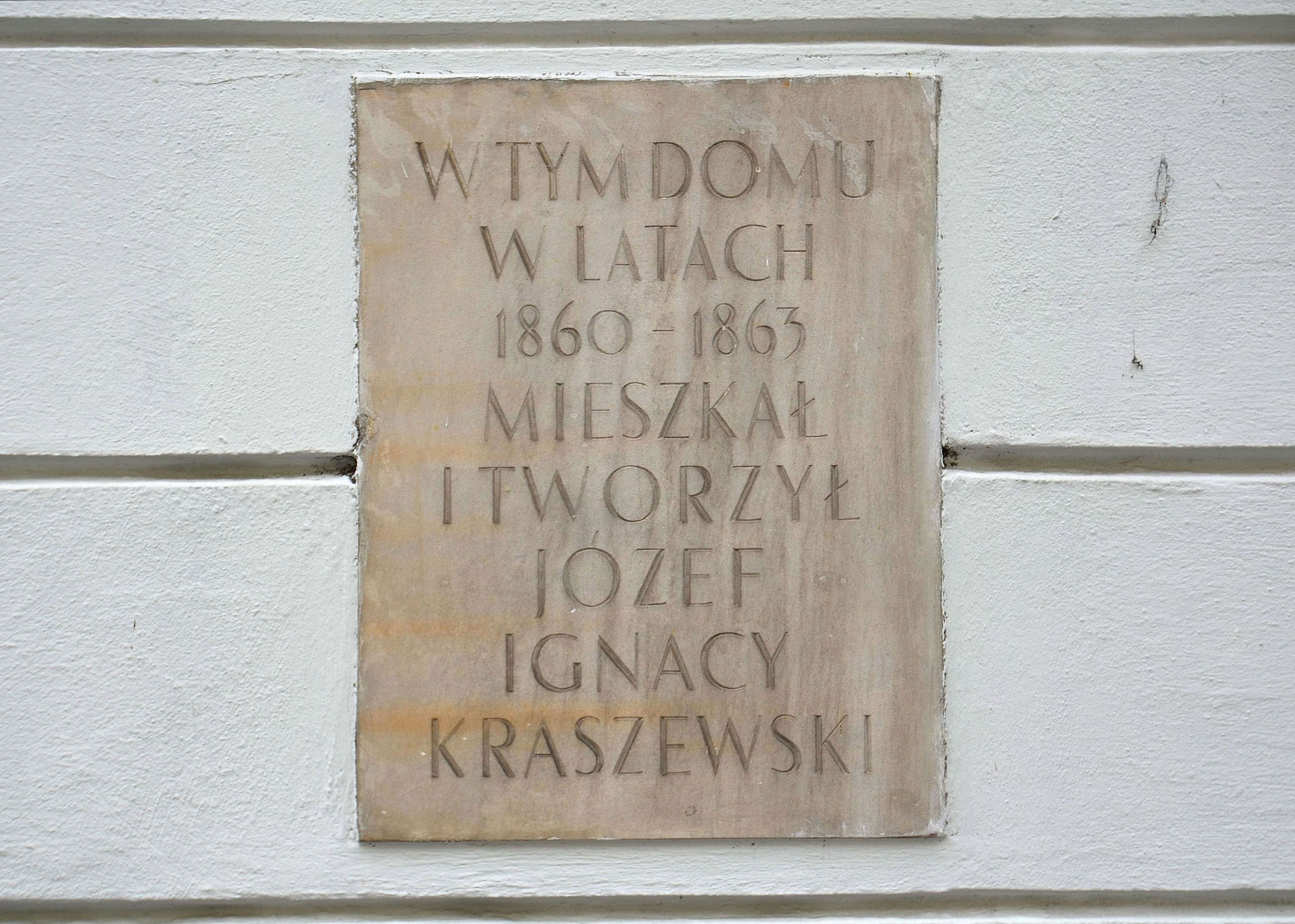
Tablica pamiątkowa na frontowej ścianie Domu Kraszewskiego w Warszawie
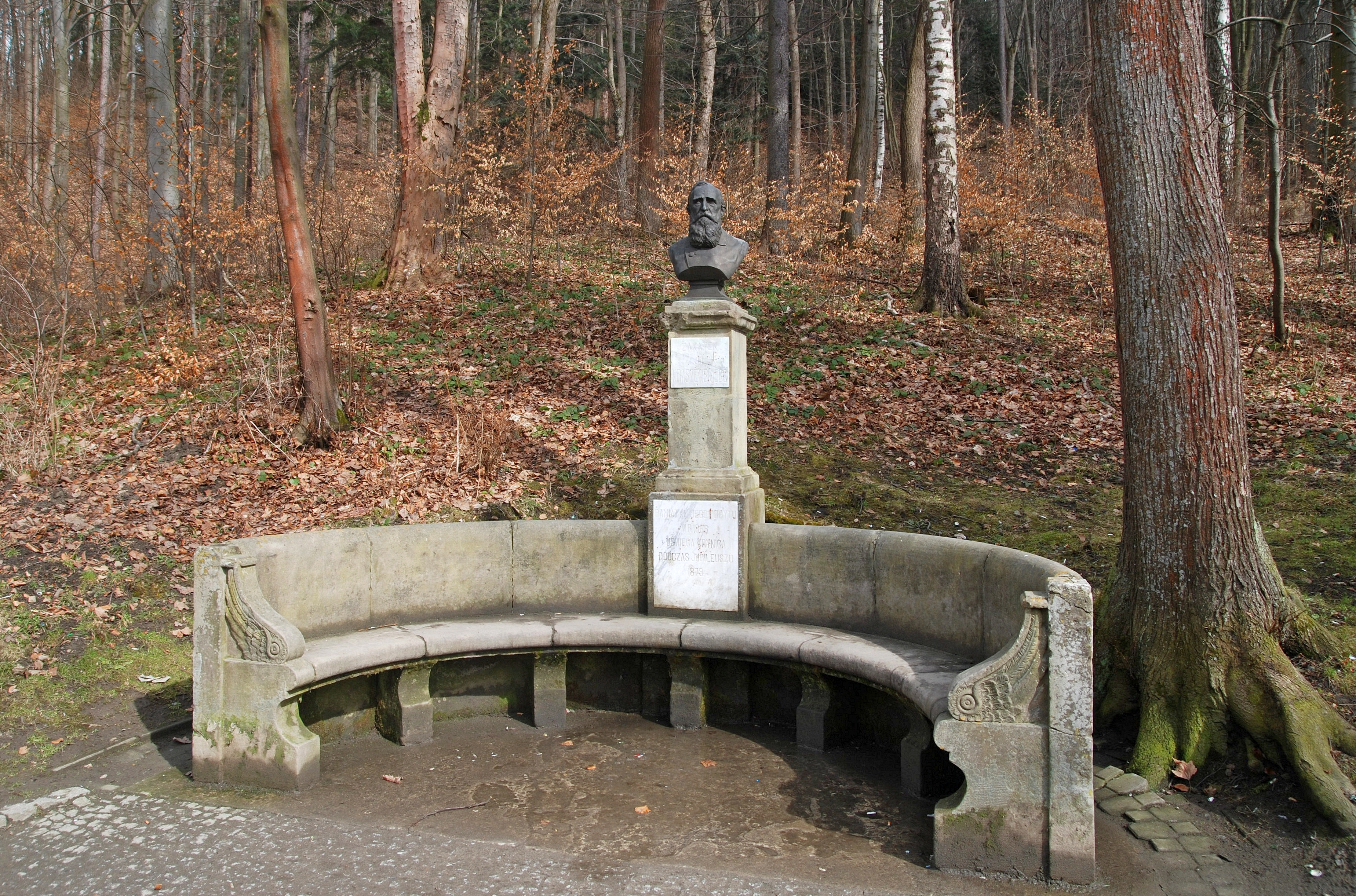
Ławka Kraszewskiego w Krynicy-Zdroju
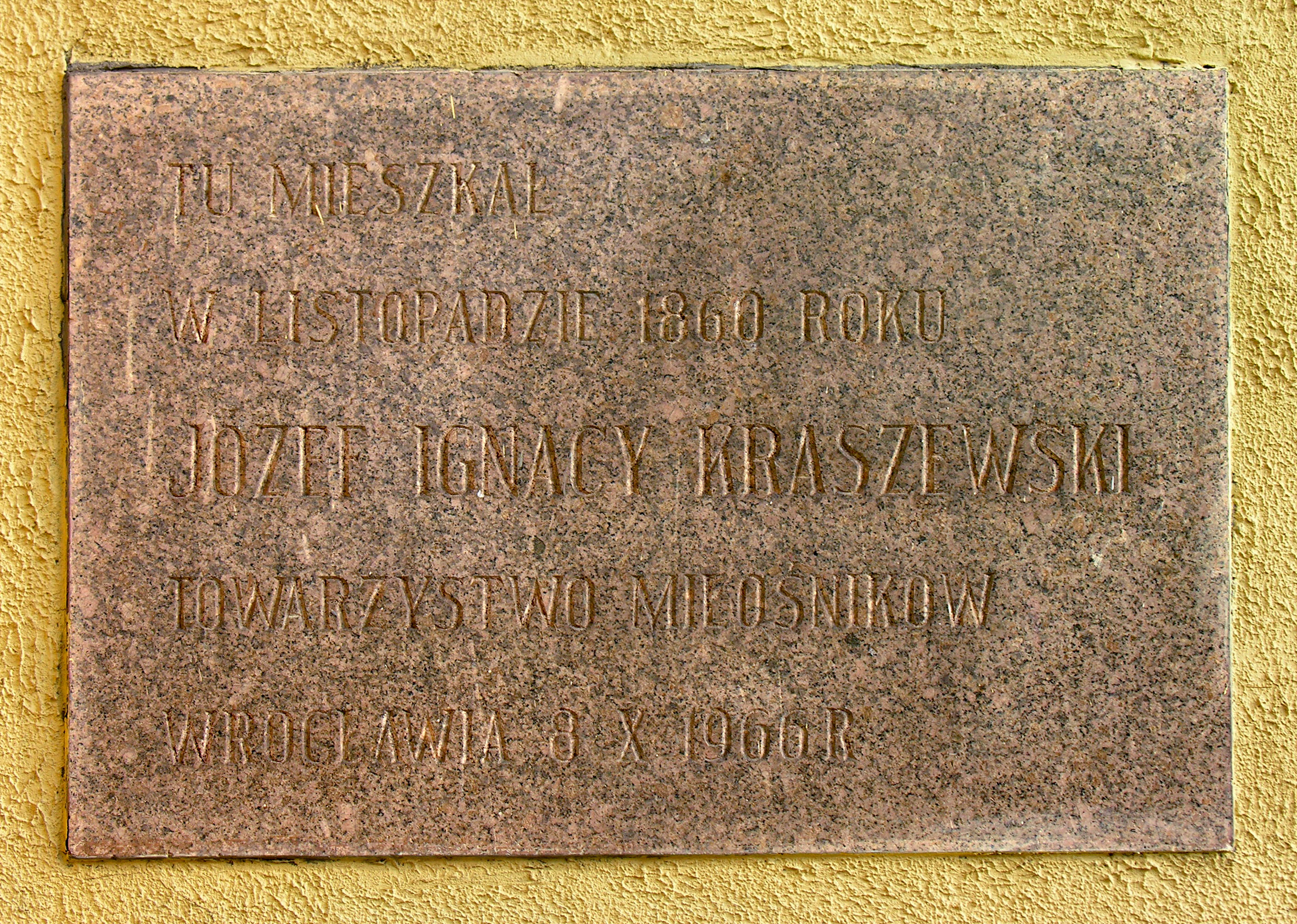
Tablica upamiętniająca pobyt we Wrocławiu
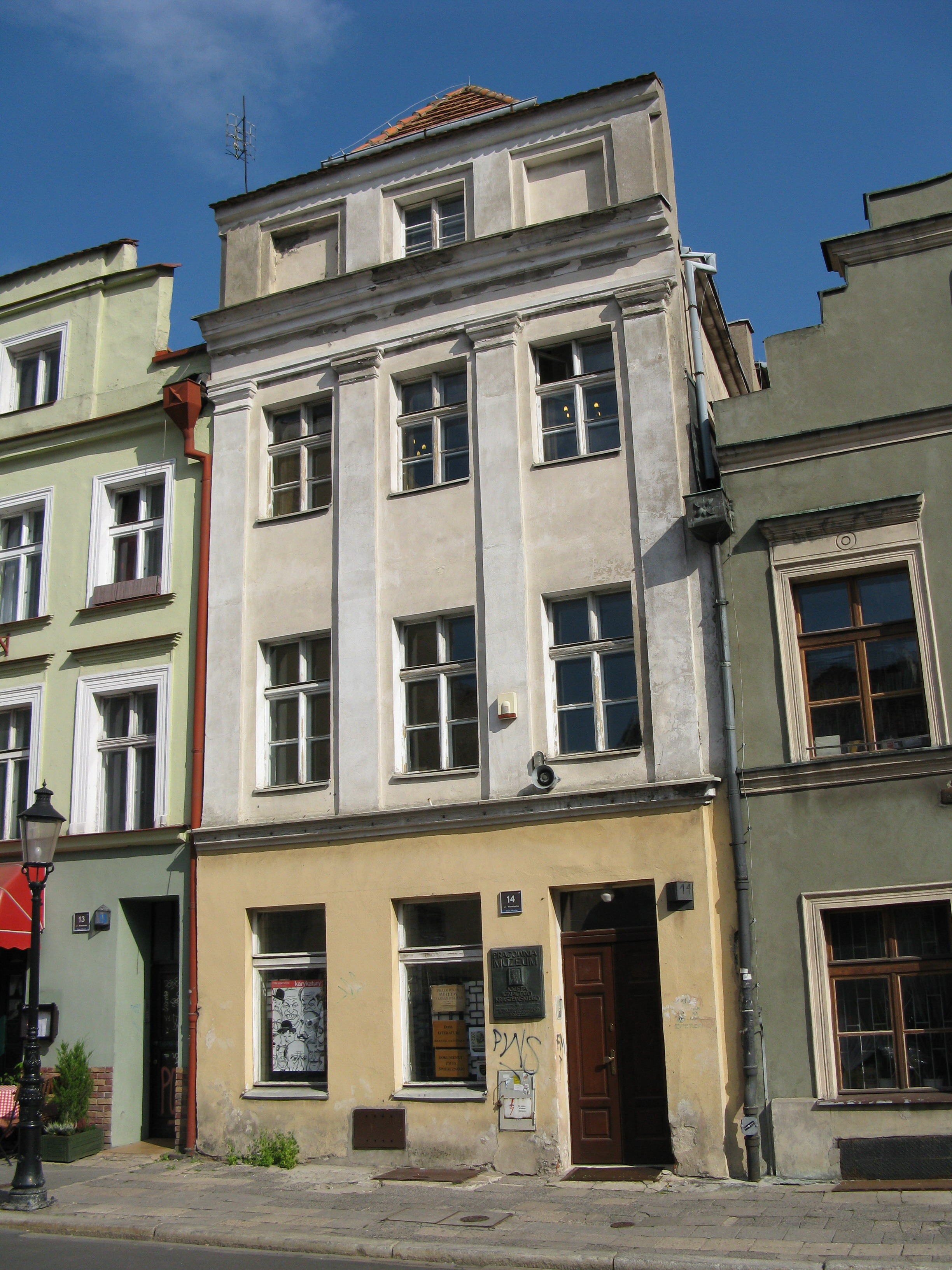
Pracownia-Muzeum Józefa Ignacego Kraszewskiego w Poznaniu
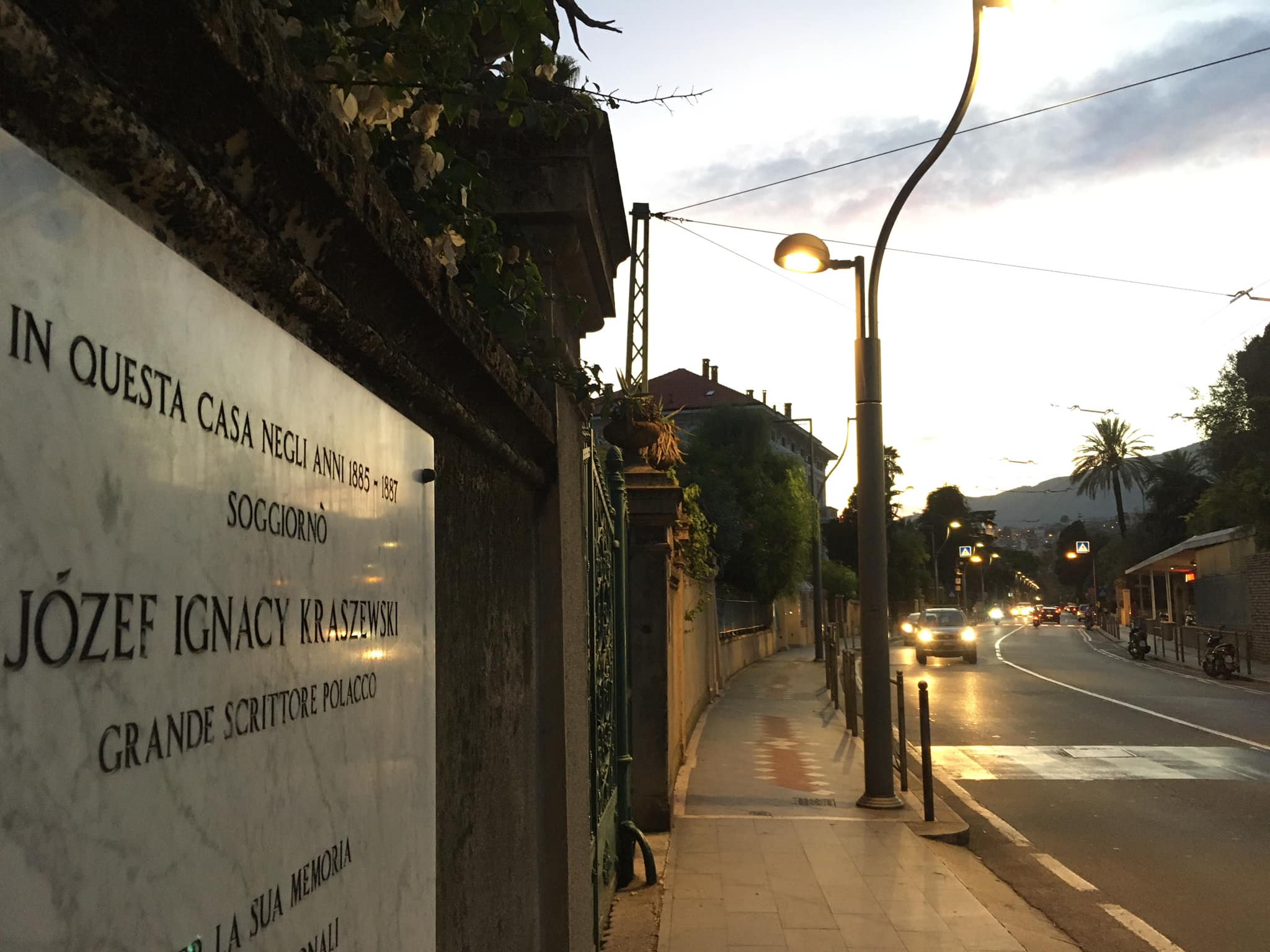
Tablica w Sanremo na c.so Cavalotti upamiętniająca miejsce pobytu Kraszewskiego w latach 1885-1887

## Genealogia
| Kajetan Kraszewski ur. 1753 zm. 1794 | Kajetan Kraszewski ur. 1753 zm. 1794 |                                  |                                  | Elżbieta Michałowska ur. ? zm. ? | Elżbieta Michałowska ur. ? zm. ? |  |  | Błażej Malski ur. ? zm. ? | Błażej Malski ur. ? zm. ? |                                                |                                                | Anna Zofia Nowomiejska ? ur. ? zm. ? | Anna Zofia Nowomiejska ? ur. ? zm. ? |
|                                      |                                      |                                  |                                  |                                  |                                  |  |  |                           |                           |                                                |                                                |                                      |                                      |
|                                      |                                      |                                  |                                  |                                  |                                  |  |  |                           |                           |                                                |                                                |                                      |                                      |
|                                      |                                      | Jan Kraszewski ur. 1788 zm. 1864 | Jan Kraszewski ur. 1788 zm. 1864 |                                  |                                  |  |  |                           |                           | Zofia Kraszewska z d. Malska ur. 1791 zm. 1859 | Zofia Kraszewska z d. Malska ur. 1791 zm. 1859 |                                      |                                      |
|                                      |                                      |                                  |                                  |                                  |                                  |  |  |                           |                           |                                                |                                                |                                      |                                      |
|                                      |                                      |                                  |                                  |                                  |                                  |  |  |                           |                           |                                                |                                                |                                      |                                      |
|                                      |                                      |                                  |                                  |                                  |                                  |  |  |                           |                           |                                                |                                                |                                      |                                      |